# Epimélides
As epimélides (Ἐπιμηλίδες, Epimêlídes), hamamelídes (Ἁμαμηλίδες, Hamamêlídes) ou melídes (Μηλίδες, Mêlídes), de mêlon (μῆλον, "maçã" ou "ovelha") também chamadas de ninfas bucólicas (Βουκόλαι Νύμφαι, Boukólai Nýmphai), de boukólos (βουκόλος, "rústico", "pastoril"), são as ninfas dos rebanhos e dos pomares. 
Estas ninfas cuidavam e davam refúgio às ovelhas desamparadas, curavam as que estavam enfermas e, com sua suave e fina lã, teciam e elaboravam prendas e vestimentas para si mesmas, também eram responsáveis por cuidar dos pomares. Estas ninfas formam junto com suas irmãs as perimélides o séquito de Pã que ademais é seu pai.